# 希斯貝格山
48°11′25.44″N 15°18′6.33″E / 48.1904000°N 15.3017583°E
希斯貝格山（德語：Hiesberg），是奧地利的山峰，位於該國東北部，由下奧地利州負責管轄，屬於波希米亞山的一部分，海拔高度558米，每年平均降雨量1,173毫米。